# Marie-Thérèse Tack
Marie-Thérèse Tack (Madame Tack, née le 11 octobre 1836 à Nieuwkapelle et morte le 25 septembre 1927 à Bruxelles) vit seule dans la Villa Marietta à Nieuwkapelle, tout près de la ligne de front pendant la Première Guerre mondiale. Refusant de quitter sa maison malgré le danger, elle reste sur place et prend soin des soldats dans les tranchées, leur fournissant soupe, café et cigarettes. Tous la connaissent et la surnomment la Maman des soldats. La Villa Marietta devient le lieu de passage obligé de nombreux visiteurs de marque, dont la reine Elisabeth et le roi Albert Ier.

## Biographie
Marie-Thérèse Louise Tack est née à Nieuwkapelle le 11 octobre 1836. Elle est la deuxième fille d'une famille de onze enfants. Ses parents, Charles-Louis Tack et Eugénie Syoen appartiennent à un milieu aisé et donnent une bonne éducation à leurs enfants qui fréquentent tous lenseignement secondaire. La famille Tack est une famille importante et très ancienne de Nieuwkapelle. La famille de Marie-Thérèse Tack vit dans une ferme fortifiée à Nieuwkapelle puis s'installe à Woumen en 1842, dans une maison bourgeoise het Beukenhof. C'est là que Marie-Thérèse Tack passe la plus grande partie de sa jeunesse.
Elle est en pension à l'institut des Sœurs de Saint-Nicolas à Dixmude et à l'institut des Dames de Roesbrugge à Ypres. En 1856, Charles Tack est nommé receveur du gouvernement à Furnes et la famille déménage. C'est là qu'elle rencontre Francois Faverger de la Favarge (1814-1883), de 22 ans son aîné. D'origine suisse, François Favarger est attaché à l'armée belge depuis 1838 et naturalisé belge en 1840. Ils se marient le 20 décembre 1859. Ils ont une fille, Mariette en 1871. Elle raconte être connue sous son nom de jeune fille, Tack, car les habitants de Nieuwkapelle ne peuvent pas prononcer le nom de son mari. Après son mariage, François Favarger est détaché à Charleroi en 1862, puis mis en inactivité en 1866. Le couple vit alors à Louvain, puis à la retraite de François Favarger, en juin 1869, en région parisienne,.
L'année suivante, la guerre franco-prussienne éclate et ils décident de retourner en Belgique. Après un voyage en bateau de cinq semaines via Charleroi, ils s'installent à Auderghem où leur fille Mariette naît en 1871, puis à Heist-op-den-berg. François Favarger décède le 18 août 1883. Marie-Thérèse Tack habite successivement à Petegem, Schaerbeek et Ixelles. En 1886, elle s'installe dans la Villa Marietta, au bord de l'Yser à Nieuwkapelle. En fait, Marie-Thérèse Tack et sa fille Marietta, mariée en 1896, y viennent surtout en villégiature, leur vie se passant plutôt à Bruxelles.

### La Première guerre mondiale

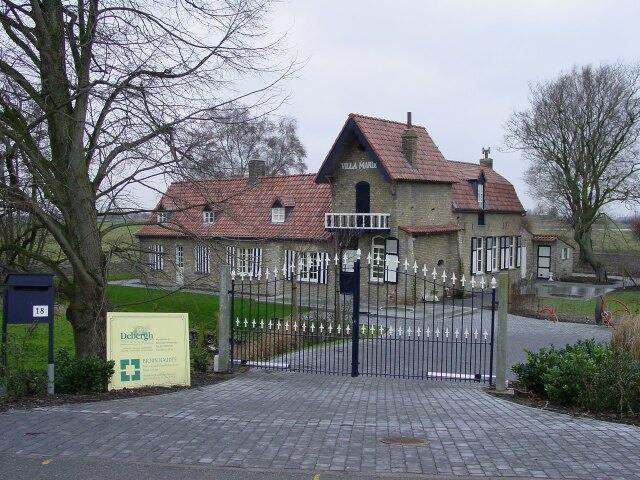
La Villa Marietta à Nieuwskapelle.

Lorsque l'Allemagne déclare la guerre à la Belgique le 4 août 1914, Marie-Thérèse Tack quitte Bruxelles pour Nieuwkapelle, à 78 ans.
Début octobre 1914, l'armée belge est positionnée sur l'Yser, sur un front long d'environ 38 km. La maison de Marie-Thérèse Tack se trouve quasiment sur la ligne de front, les soldats sont littéralement alignés dans sa cour, mais elle refuse de quitter la Villa Marietta.
Tous les soldats dans ce secteur du front belge connaissent la Villa Marietta, Madame Tack, Paula l'ânesse, Chéri le chien caniche et Coco le perroquet. Madame Tack prend soin des nombreux soldats dans les tranchées près de sa maison. Elle leur donne de la soupe et du café, leur procure des cigarettes et se promène régulièrement avec son ânesse le long des tranchées. Très vite, on l’appelle la « maman des soldats ».
Un étudiant en médecine rapporte « Tout le monde à la ronde connaît la vieille dame pour l'avoir vue lors de ses curieuse promenades. [...]. Les soldats voient Madame Tack passer sur son âne sur la route derrière les tranchées. Dans la journée, Paula sautille et se vante dans les prés au bord du ruisseau [...] Le soir, l'âne se présente à la porte d'entrée de la villa et attend immobile que Madame vienne la chercher et, d'une légère poussée de la main, entraîne la bête dans l'écurie. »
Dans une lettre adressée au peintre Fernand Allard L'Olivier, elle raconte que des combats ont fait rage durant trois jours en 1914 et qu'elle s'est alors réfugiée dans un abri. Sa maison dit-elle, a été bombardée deux fois en 1916. « Une fois l'orage terminé, j'allais à dos sur mon âne, qui a été blessé, chercher mes victuailles à Loo et à Nieucapelle-village ; elle marchait à ravir avec ses petites pattes sur les passerelles au long des tranchées ».
Dans son « Livre d'or » figurent les signatures d'invités de marque passés à la Villa Marietta pendant les années de guerre. On y trouve la signature de la reine Elisabeth en 1915, celle du roi Albert Ier en 1916 et aussi les signatures du roi George V, du président français Raymond Poincaré, du Ministre Charles de Brocqueville,,.
Le 20 juin 1916, le général De Ceuninck, accompagné d'officiers de son état-major et des régiments de première ligne, se rend à la Villa Marietta pour lui remettre la Croix de chevalier de l'Ordre de Léopold II. Un peloton de carabiniers ont présenté les armes à cette occasion.
Au printemps 1917, la situation devenant trop dangereuse, Marie-Thérèse Tack se replie à La Panne où elle se fait remarquer lors de ses promenades sur la digue.
« Douze obus sont entrés dans ma villa, devenue inhabitable, forcément je dus quitter ma demeure favorite et mes braves soldats qui étaient tous mes enfants, c'était un moment très pénible pour moi. ».
Sa trace se perd à ce moment-là mais son Livre d'or, qu'elle continue à utiliser, montre un passage à Paris où elle rencontre le cousin de son mari Charles Favarger le 26 avril 1918,.
Madame Tack meurt à Bruxelles le 15 septembre 1927. Elle est inhumée avec les honneurs militaires au cimetière de Nieuwkapelle. Une pierre sur sa tombe indique « A la mémoire de la Douairière Favarger de la Favarge, née Tack. Maman des soldats. Chevalier de l'Ordre de Léopold II, médaillée de la Médaille de la reine Elisabeth. 1836-1927 »
Selon la presse de l'époque, l'ânesse Paula est encore en vie à ce moment-là.

## Hommages
La Villa Marietta et ses habitants sont à jamais liés à l'histoire de la Première Guerre mondiale. Tous les soldats qui ont combattu dans ce secteur et ont connu Madame Tack, ont parlé d'elle. Elle est restée un symbole de la vaillance et de l'énergie belges. Madame Tack et Paula ont apporté paix et soulagement à la misère quotidienne de la Première Guerre mondiale.
Le peintre Florent–Joseph–Fernand Allard réalise en 1917 un grand portrait de Madame Tack sur son ânesse, qui se trouve maintenant aux Musées royaux des Beaux-Arts de Belgique, à Bruxelles. À cette occasion, il échange un courrier avec elle en 1920. Dans sa lettre de remerciements, elle raconte quelques faits marquants de sa vie.
Les archives complètes de Madame Tack sont conservées aux archives de la ville de Dixmude.
En 1996, Christiane Airvault, arrière-petite-fille de Madame Tack, fait don du Livre d'Or à André Goemaere, un agriculteur voisin de la Villa Marietta qui, à son tour, en fait don à la Ville de Dixmude. Il est maintenant exposé au Museum aan de Ijzer. Une version électronique peut être feuilletée sur le site du musée.
La Villa-Marietta est actuellement un bâtiment protégé. Une plaque est apposée au portail : “Hier woonde Me Favarger-Tack. Moeder onzer soldaten van 1914-1918”, “Ici habita Me Favarger-Tack Maman des soldats de 1914-1918”.
Une exposition est consacrée à Marie-Thérèse Tack et Mietje Boeuf en 2016-2017, Madame Tack & Mietje Boeuf in Diksmuide, au Musée de la Tour de l’Yser à Dixmude

### Décorations
- Médaille de la Reine Elisabeth (d'après sa pierre tombale[7])
- Chevalier de l'Ordre de Léopold II[1]